# Johan Mádr
Johan Mádr (* 31. července 1994 Opočno) je český herec a moderátor.
Vůbec poprvé se na televizních obrazovkách objevil v roce 2012 v roli studenta v seriálu Vyprávěj. Nejvíce se do povědomí diváků dostal svou rolí Richarda v seriálu Ulice. V letech 2020-2021[kdy?] moderoval Snídani šampionů na Hitrádiu spolu s Ondřejem Havlem. Moderoval pořad Mixxxer na televizní stanici Óčko. Příležitostně je hráčem florbalu. Hrál za FBC Dobruška. V letech 2014–2019 moderoval na Fajn Rádiu. Od 6. září 2021 moderuje společně s Ondřejem Havlem Snídani.

## Filmografie
- 2012 Vyprávěj, TV seriál
- 2014 Ulice, TV seriál (role: Richard Weber)[5]
- 2014 Neviditelní,[6] TV seriál